# Ardices queenslandi
Ardices queenslandi là một loài bướm đêm thuộc phân họ Arctiinae, họ Erebidae.